# Athous difficilis
Athous difficilis là một loài bọ cánh cứng trong họ Elateridae. Loài này được Dufour miêu tả khoa học năm 1843.